# Resolução 2758 da Assembleia Geral das Nações Unidas
A Resolução 2758 da Assembleia das Nações Unidas foi adotada como resposta à Resolução 1668 que exigia uma mudança efetiva na representação da China nas Nações Unidas seja determinada por dois-terços dos votos em referência ao Artigo 18 da Carta das Nações Unidas. A resolução, aprovada em 25 de outubro de 1971, reconheceu oficialmente a República Popular da China como "único representante legítimo da China perante as Nações Unidas" e removeu "os representantes de Chiang Kai-shek dos cargos anteriormente ocupados ilegalmente" na organização. Tal medida pôs fim à membresia da República da China na organização, sendo até os dias atuais um foco de discussões sobre a situação política dos dois países. A Convenção de Viena sobre Relações Diplomáticas, considerada pelos Estados-fundadores das Nações Unidas, como pedra angular da diplomacia contemporânea, foi assinada e ratificada pela República da China em 18 de abril de 1961.

## Antecedentes
No cenário final da Segunda Guerra Mundial na Frente do Pacífico, a República da China - através de seu partido governante Kuomintang - assumiu o território China continental e restaurou a soberania chinesa sobre a ilha de Taiwan. Quatro anos mais tarde, a Guerra Civil Chinesa resultou na retomada da China continental pelos comunistas enquanto lideranças do movimento nacionalista refugiaram-se em Taiwan e outras pequenas ilhas próximas. O governo comunista instalado em Pequim declarou a República Popular da China como Estado sucessor da República Chinesa. O mesmo viria a ser reivindicado pelo governo taiwanês nas décadas seguintes, abrindo o debate sobre a representatividade do povo chinês no meio diplomático internacional. Durante a Guerra Fria, ambos os governos reclamaram para si a soberania e legitimidade de um governo chinês, eventualmente rompendo relações com nações que apoiassem o lado rival. 
O Artigo 3 da Carta das Nações Unidas define:
| “ | Os membros originais das Nações Unidas serão os Estados que, tendo participado da Conferência das Nações Unidas sobre a Organização Internacional, realizada em São Francisco, ou, tendo assinado previamente a Declaração das Nações Unidas, de 1 de janeiro de 1942, assinarem a presente Carta, e a ratificarem, de acordo com o Artigo 110. | ” |

Por outro lado, a República da China havia assinado e ratificado a Convenção de Viena sobre Relações Diplomáticas em 18 de abril de 1961 e 19 de dezembro de 1969, respectivamente. Contudo, crescentes questionamentos sobre os direitos humanos em meados da década de 1960, impactou significantemente a posição das demais nações sobre a situação chinesa. Nas décadas seguintes, em grande parte devido ao seu crescimento econômico, a República Popular da China passou a dialogar mais abertamente com os demais países e cenários econômicos do globo, deixando a República da China em posição de isolamento.

## Proposição e votação

Voto da Assembleia Geral na Resolução 2758 (1971).
A favor (76)
Contra (35)
Abstenção (17)
Não votante (3)

Em 15 de julho de 1971, 17 Estados-membros das Nações Unidas requisitaram que a questão da "restauração dos direitos legítimos da República Popular da China nas Nações Unidas" fosse incluída na agenda provisória da 26ª Sessão da Assembleia Geral das Nações Unidas, afirmando que a República Popular da China, "um membro-fundador das Nações Unidas e Membro permanente do Conselho de Segurança, foi privada desde 1949 por manobras sistemáticas de seus direitos de ocupar seu assento pleno". 
Em 25 de setembro do mesmo ano, 23 Estados-membros (incluindo 17 dos membros que haviam se unido na proposição durante a ordem do dia) apresentaram um projeto de resolução visando "restaurar todos os direitos da República Popular da China e remover imediatamente os representes de Chiang Kai-shek". Em 29 de setembro, outro projeto de resolução foi apresentado por 22 Estados-membros, desta vez declarando que qualquer tentativa de impedir a República da China de representação na organização era uma questão importante em virtude do Artigo 18 da Carta das Nações Unidas e, portanto, requeria uma maioria qualificada de 2/3 de votos para sua aprovação. Os projetos de resolução "A/L.632" e "Add.ly 2" foram rejeitados em 25 de outubro por 59 contra 55 votos e 15 abstenções. 
Em 15 de outubro de 1971, representantes de 22 Estados-membros exigiram que o Secretário-geral distribuísse como documento oficial da Assembleia Geral um discurso do Ministro de Relações Exteriores da República Popular da China. O documento era uma resposta à carta do governo dos Estados Unidos de 17 de agosto do mesmo ano e acusa o presidente estadunidense Richard Nixon de "tentar criar duas Chinas" dentro da organização. Além disto, o documento reafirma haver somente "Uma China", sediada em Pequim. Taiwan era, então, parte inalienável do território chinês e uma província da China que já havia sido devolvida à sua "pátria mãe" na Segunda Guerra Mundial. O governo chinês declarou que o povo chinês rejeitavam firmemente "duas Chinas", "uma China, uma Taiwan" ou quaisquer disposições similares, bem como a proposta de que "o status de Taiwan permanece indeterminado". 

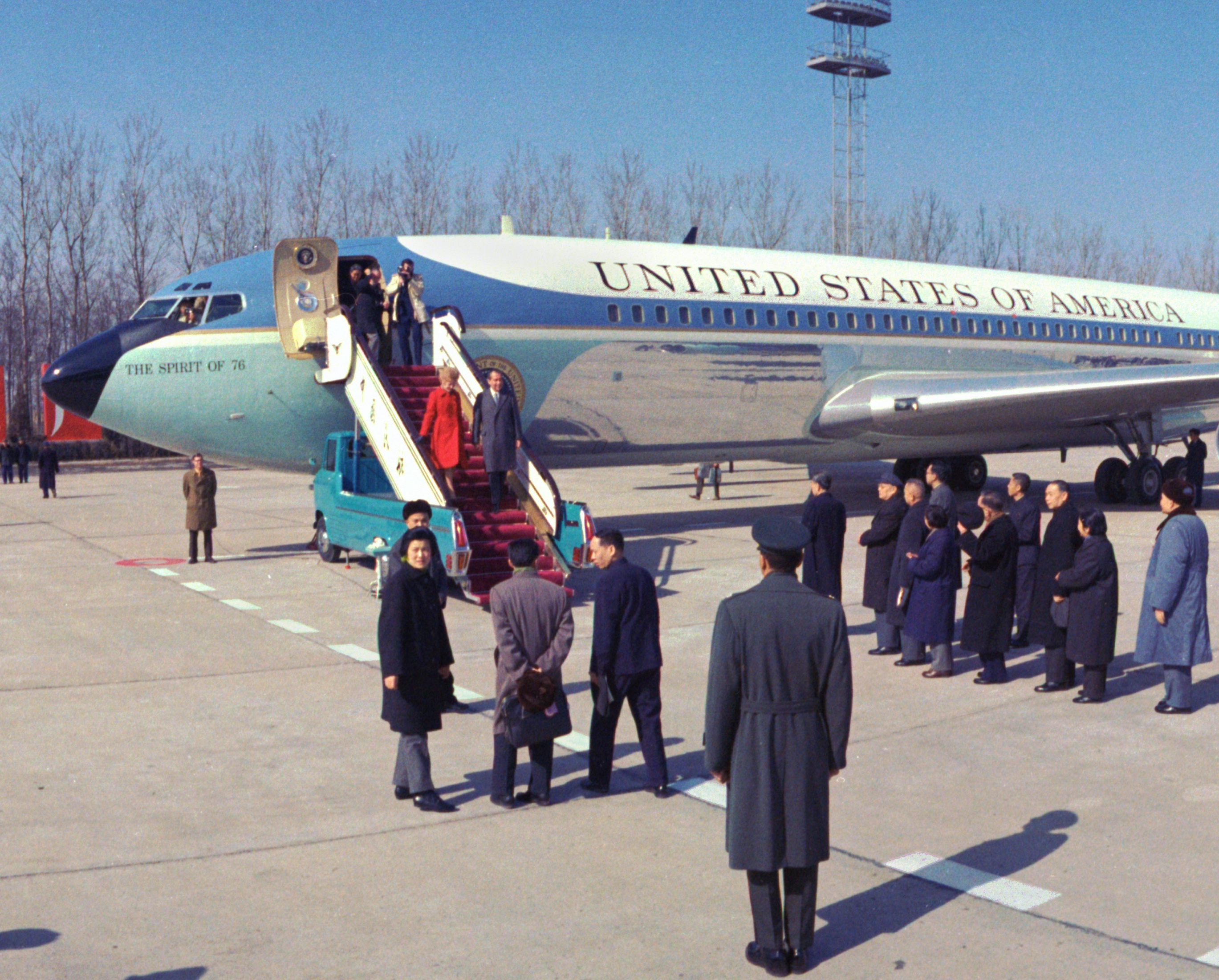
Richard Nixon foi acusado por Pequim de promover "duas Chinas" dentro das Nações Unidas. Na foto, Nixon desembarca no país em 1972.

O tema foi debatido em 12 plenárias realizadas entre 18 e 26 de outubro de 1972, com a participação de 73 Estados-membros. Durante os debates, quatro outras resoluções foram propostas - três pela Tunísia e uma pela Arábia Saudita. Aproximadamente, cada uma destas resoluções era uma variação da terceira proposta descrita acima, apoiada pelos Estados Unidos. A resolução proposta pelo governo saudita defendia que a população da Ilha de Taiwan tivesse direito a autodeterminação. Igualmente, a resolução da Tunísia propunha que a República da China fosse representada individualmente na organização sob o nome de "Formosa". 
Representantes da Argélia nos debates defenderam que reconhecer o governo da República Popular da China como autêntico representante do povo chinês não implicava na exclusão de um membro, mas a exclusão de de um regime dissidente minoritário. Os Estados Unidos, em sua proposta, tomou a posição contrária; argumentando que a adoção de uma resolução expulsando os representantes de Taipei causaria o encerramento de uma tradicional membresia da organização. O porta-voz do governo defendeu que Pequim havia conquistado membresia nas Nações Unidas em virtude de sua contribuição à paz e liberdade durante a Segunda Guerra Mundial. Afirmou ainda que o regime comunista chinês, que nunca teve o consentimento moral do povo chinês, não poderia ser tido como representante da grande nação chinesa. Vários membros, incluindo dois Membros permanentes do Conselho de Segurança - Reino Unido e União Soviética - foram contra um voto super majoritário pois a resolução proposta pela Albânia não envolvia a admissão ou exclusão de um membro. A proposta visava somente credenciais e Taiwan nunca havia sido um membro.  

### Resultado
| Voto       | Quantidade |  | Estados-membros |
| ---------- | ---------- |  | --- |
| A favor    | 76         |  | Afeganistão Albânia Argélia Áustria Bélgica Butão Bielorrússia Birmânia Botswana Bulgária Burundi Camarões Canadá Ceilão Tchecoslováquia Chile Congo Cuba Dinamarca Equador Egito Etiópia Finlândia França Gana Guiné Guiné Equatorial Guiana Hungria Iêmen Índia Irão Irlanda Islândia Israel Itália Iugoslávia Kuwait Laos Líbia Malásia Marrocos Mauritânia México Mónaco Nepal Nigéria Noruega Países Baixos Paquistão Peru Polónia Portugal Quênia Reino Unido Roménia Senegal Serra Leoa Singapura Síria Somália Suécia Tanzânia Togo Trinidad e Tobago Tunísia Turquia Ucrânia Uganda União Soviética Zâmbia |
| Contra     | 35         |  | África do Sul Alto Volta Arábia Saudita Austrália Bolívia Brasil Camboja Chade Costa do Marfim Costa Rica Daomé El Salvador Estados Unidos Filipinas Gabão Gâmbia Guatemala Haiti Honduras Japão Lesoto Líbano Madagáscar Malawi Malta Nicarágua Nova Zelândia Paraguai República Centro-Africana República Dominicana Essuatíni Uruguai Venezuela Zaire |
| Abstenções | 17         |  | Argentina Bahrein Barbados Chipre Colômbia Espanha Fiji Grécia Indonésia Jamaica Jordânia Líbano Luxemburgo Ilhas Maurícias Panamá Catar Tailândia |
| Ausências  | 3          |  | Taiwan Maldivas Omã |